# Aphytis unicus
Aphytis unicus är en stekelart som beskrevs av Huang 1994. Aphytis unicus ingår i släktet Aphytis och familjen växtlussteklar. Inga underarter finns listade i Catalogue of Life.